# Абкауде
Абкауде (нід. Abcoude, нід. вимова: [ɑpˈkʌudə] ( прослухати)) — село в нідерландській провінції Утрехт. Входить до муніципалітету Де-Ронде-Венен.
Його площа становить 32,11 км², а населення станом на 2007 рік складало 8657 осіб.
До 2011 року мало статус окремого муніципалітету.

## Географія
Абкауде розташований приблизно в 1 кілометрі на південь від Амстердама-Зуідоста, в 12 кілометрах на південний схід від Амстердама та в 20 кілометрах на південний захід від Алмере. 
Річка Ангстел протікає через середину Абкауде, яка впадає в Абкудермер і далі продовжується, як річк Холендрехт. Місто також розташоване на річці Гейн; Це приваблює багатьох туристів, частково через історичне середовище. Головною вулицею села є Хугстраат, яка також є головною торговою вулицею села.
Колишній муніципалітет Абкауде включав центри Баамбрюгге та Стоккелаарсбруг.

## Галерея

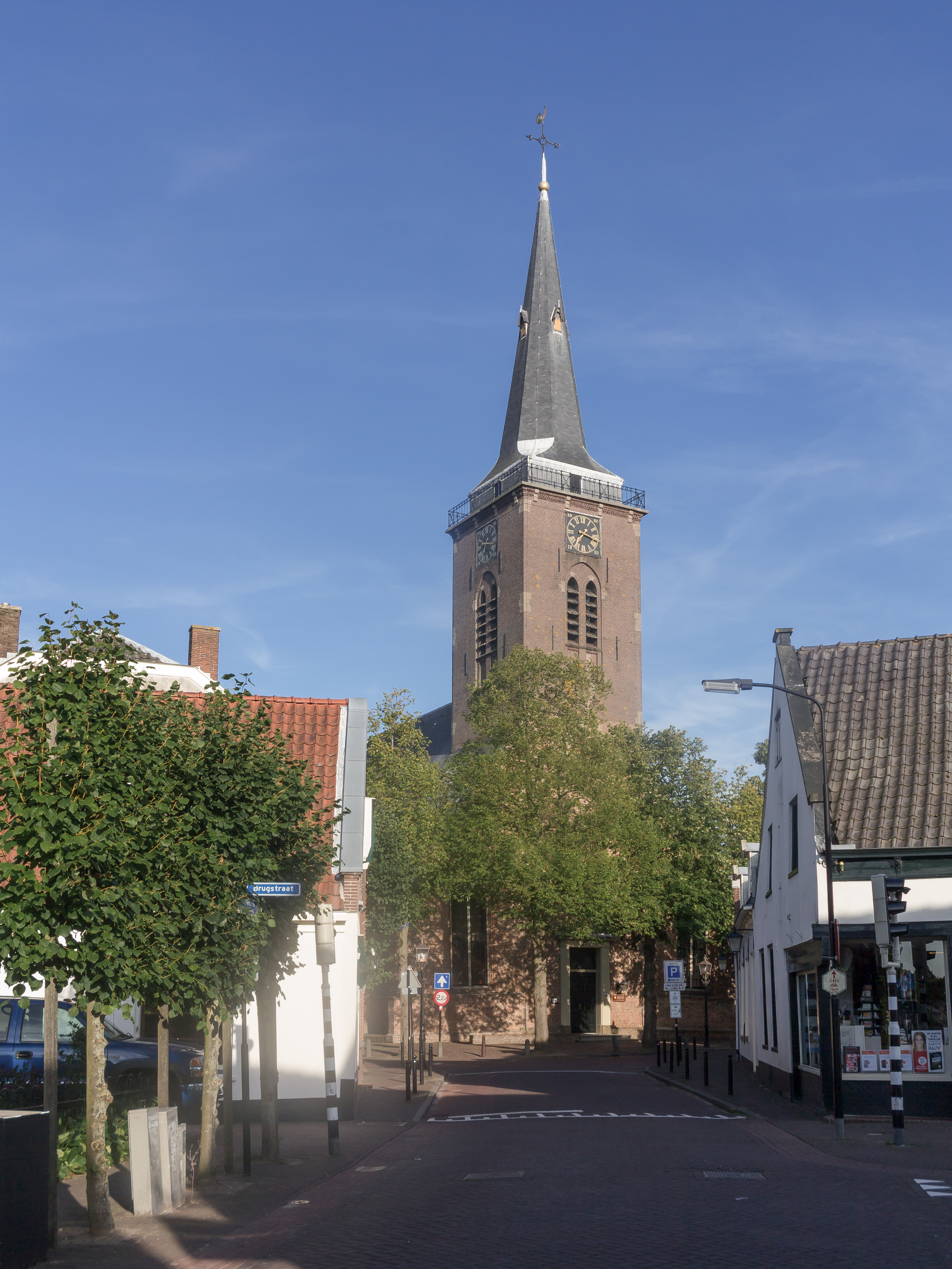
Церква у селі
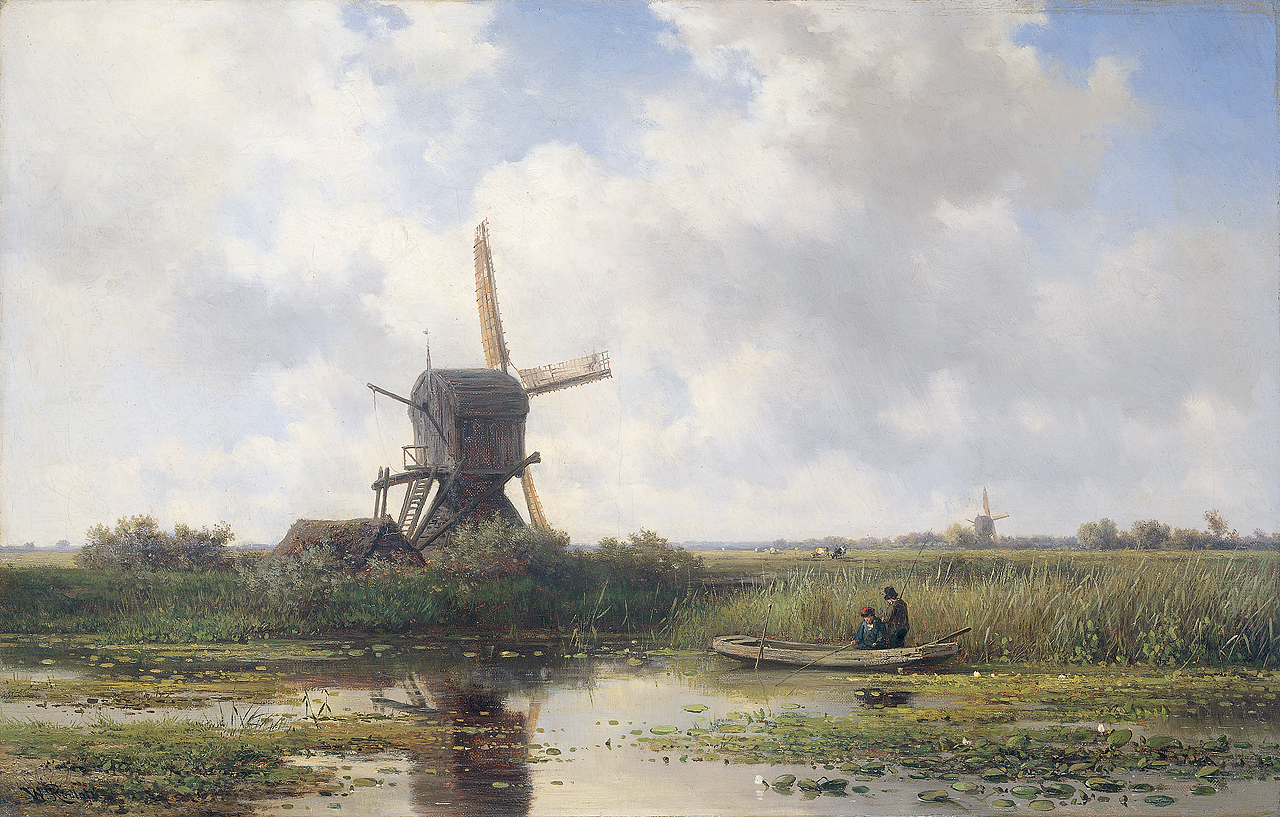
Абкауде на полотні Віллема Рулофса